# الإجهاض في أندورا
الإجهاض في أندورا غير قانوني في جميع الحالات. إنها واحدة من الدول الأوروبية القليلة التي يكون فيها الإجهاض غير قانوني حتى بالنسبة لحياة الأم.
في أندورا, تتعرض المرأة التي تجهض نفسها أو توافق على إجهاض شخص آخر للسجن لمدة عامين ونصف. يتعرض الشخص الذي يجهض بموافقة امرأة حامل للسجن لمدة تصل إلى أربع سنوات ؛ إذا كان ممارسًا طبيًا وقام بإجهاض الطفل من أجل الربح المالي, فإن العقوبة القصوى هي السجن ست سنوات. إذا تم إنهاء الحمل دون موافقة المرأة الحامل, تكون العقوبة القصوى هي السجن عشر سنوات. إذا ماتت امرأة حامل بسبب الإجهاض, فإن العقوبة القصوى هي 12 سنة في السجن.
القانون ليس له استثناءات صريحة للحظر.
عادة ما تذهب النساء في أندورا اللائي يخترن إنهاء الحمل إما إلى إسبانيا أو فرنسا المجاورة.
اعتبارًا من 2018, وقد دفعت حركة لإضفاء الشرعية على الإجهاض في أندورا البابا فرنسيس للتدخل. لأن أبرشية أورغل، خوان إنريك فايفس سيسيليا, هو أمير مشارك للإمارة, فإن موافقته على التقنين, وفقًا للبابا, ستؤدي إلى تنازل الأمير المشارك عن العرش وسحب الدعم من الكرسي الرسولي. يمكن أن يكون لهذا الوضع تأثير على طبيعة الحكم في أندورا واستقلالها عن إسبانيا وفرنسا.